# 1357
Portal Geschichte | Portal Biografien | Aktuelle Ereignisse | Jahreskalender | Tagesartikel

◄ |
13. Jahrhundert |
14. Jahrhundert
| 15. Jahrhundert | ►

◄ |
1320er |
1330er |
1340er |
1350er
| 1360er | 1370er | 1380er | ►

◄◄ |
◄ |
1353 |
1354 |
1355 |
1356 |
1357
| 1358 | 1359 | 1360 | 1361 | ► | ►►
Staatsoberhäupter  · Nekrolog
| Januar | Januar | Januar | Januar | Januar | Januar | Januar | Januar |
| Kw     | Mo     | Di     | Mi     | Do     | Fr     | Sa     | So     |
| ------ | ------ | ------ | ------ | ------ | ------ | ------ | ------ |
| 52     |        |        |        |        |        |        | 1      |
| 1      | 2      | 3      | 4      | 5      | 6      | 7      | 8      |
| 2      | 9      | 10     | 11     | 12     | 13     | 14     | 15     |
| 3      | 16     | 17     | 18     | 19     | 20     | 21     | 22     |
| 4      | 23     | 24     | 25     | 26     | 27     | 28     | 29     |
| 5      | 30     | 31     |        |        |        |        |        |

| Februar | Februar | Februar | Februar | Februar | Februar | Februar | Februar |
| Kw      | Mo      | Di      | Mi      | Do      | Fr      | Sa      | So      |
| ------- | ------- | ------- | ------- | ------- | ------- | ------- | ------- |
| 5       |         |         | 1       | 2       | 3       | 4       | 5       |
| 6       | 6       | 7       | 8       | 9       | 10      | 11      | 12      |
| 7       | 13      | 14      | 15      | 16      | 17      | 18      | 19      |
| 8       | 20      | 21      | 22      | 23      | 24      | 25      | 26      |
| 9       | 27      | 28      |         |         |         |         |         |

| März | März | März | März | März | März | März | März |
| Kw   | Mo   | Di   | Mi   | Do   | Fr   | Sa   | So   |
| ---- | ---- | ---- | ---- | ---- | ---- | ---- | ---- |
| 9    |      |      | 1    | 2    | 3    | 4    | 5    |
| 10   | 6    | 7    | 8    | 9    | 10   | 11   | 12   |
| 11   | 13   | 14   | 15   | 16   | 17   | 18   | 19   |
| 12   | 20   | 21   | 22   | 23   | 24   | 25   | 26   |
| 13   | 27   | 28   | 29   | 30   | 31   |      |      |

| April | April | April | April | April | April | April | April |
| Kw    | Mo    | Di    | Mi    | Do    | Fr    | Sa    | So    |
| ----- | ----- | ----- | ----- | ----- | ----- | ----- | ----- |
| 13    |       |       |       |       |       | 1     | 2     |
| 14    | 3     | 4     | 5     | 6     | 7     | 8     | 9     |
| 15    | 10    | 11    | 12    | 13    | 14    | 15    | 16    |
| 16    | 17    | 18    | 19    | 20    | 21    | 22    | 23    |
| 17    | 24    | 25    | 26    | 27    | 28    | 29    | 30    |

| Mai | Mai | Mai | Mai | Mai | Mai | Mai | Mai |
| Kw  | Mo  | Di  | Mi  | Do  | Fr  | Sa  | So  |
| --- | --- | --- | --- | --- | --- | --- | --- |
| 18  | 1   | 2   | 3   | 4   | 5   | 6   | 7   |
| 19  | 8   | 9   | 10  | 11  | 12  | 13  | 14  |
| 20  | 15  | 16  | 17  | 18  | 19  | 20  | 21  |
| 21  | 22  | 23  | 24  | 25  | 26  | 27  | 28  |
| 22  | 29  | 30  | 31  |     |     |     |     |

| Juni | Juni | Juni | Juni | Juni | Juni | Juni | Juni |
| Kw   | Mo   | Di   | Mi   | Do   | Fr   | Sa   | So   |
| ---- | ---- | ---- | ---- | ---- | ---- | ---- | ---- |
| 22   |      |      |      | 1    | 2    | 3    | 4    |
| 23   | 5    | 6    | 7    | 8    | 9    | 10   | 11   |
| 24   | 12   | 13   | 14   | 15   | 16   | 17   | 18   |
| 25   | 19   | 20   | 21   | 22   | 23   | 24   | 25   |
| 26   | 26   | 27   | 28   | 29   | 30   |      |      |

| Juli | Juli | Juli | Juli | Juli | Juli | Juli | Juli |
| Kw   | Mo   | Di   | Mi   | Do   | Fr   | Sa   | So   |
| ---- | ---- | ---- | ---- | ---- | ---- | ---- | ---- |
| 26   |      |      |      |      |      | 1    | 2    |
| 27   | 3    | 4    | 5    | 6    | 7    | 8    | 9    |
| 28   | 10   | 11   | 12   | 13   | 14   | 15   | 16   |
| 29   | 17   | 18   | 19   | 20   | 21   | 22   | 23   |
| 30   | 24   | 25   | 26   | 27   | 28   | 29   | 30   |
| 31   | 31   |      |      |      |      |      |      |

| August | August | August | August | August | August | August | August |
| Kw     | Mo     | Di     | Mi     | Do     | Fr     | Sa     | So     |
| ------ | ------ | ------ | ------ | ------ | ------ | ------ | ------ |
| 31     |        | 1      | 2      | 3      | 4      | 5      | 6      |
| 32     | 7      | 8      | 9      | 10     | 11     | 12     | 13     |
| 33     | 14     | 15     | 16     | 17     | 18     | 19     | 20     |
| 34     | 21     | 22     | 23     | 24     | 25     | 26     | 27     |
| 35     | 28     | 29     | 30     | 31     |        |        |        |

| September | September | September | September | September | September | September | September |
| Kw        | Mo        | Di        | Mi        | Do        | Fr        | Sa        | So        |
| --------- | --------- | --------- | --------- | --------- | --------- | --------- | --------- |
| 35        |           |           |           |           | 1         | 2         | 3         |
| 36        | 4         | 5         | 6         | 7         | 8         | 9         | 10        |
| 37        | 11        | 12        | 13        | 14        | 15        | 16        | 17        |
| 38        | 18        | 19        | 20        | 21        | 22        | 23        | 24        |
| 39        | 25        | 26        | 27        | 28        | 29        | 30        |           |

| Oktober | Oktober | Oktober | Oktober | Oktober | Oktober | Oktober | Oktober |
| Kw      | Mo      | Di      | Mi      | Do      | Fr      | Sa      | So      |
| ------- | ------- | ------- | ------- | ------- | ------- | ------- | ------- |
| 39      |         |         |         |         |         |         | 1       |
| 40      | 2       | 3       | 4       | 5       | 6       | 7       | 8       |
| 41      | 9       | 10      | 11      | 12      | 13      | 14      | 15      |
| 42      | 16      | 17      | 18      | 19      | 20      | 21      | 22      |
| 43      | 23      | 24      | 25      | 26      | 27      | 28      | 29      |
| 44      | 30      | 31      |         |         |         |         |         |

| November | November | November | November | November | November | November | November |
| Kw       | Mo       | Di       | Mi       | Do       | Fr       | Sa       | So       |
| -------- | -------- | -------- | -------- | -------- | -------- | -------- | -------- |
| 44       |          |          | 1        | 2        | 3        | 4        | 5        |
| 45       | 6        | 7        | 8        | 9        | 10       | 11       | 12       |
| 46       | 13       | 14       | 15       | 16       | 17       | 18       | 19       |
| 47       | 20       | 21       | 22       | 23       | 24       | 25       | 26       |
| 48       | 27       | 28       | 29       | 30       |          |          |          |

| Dezember | Dezember | Dezember | Dezember | Dezember | Dezember | Dezember | Dezember |
| Kw       | Mo       | Di       | Mi       | Do       | Fr       | Sa       | So       |
| -------- | -------- | -------- | -------- | -------- | -------- | -------- | -------- |
| 48       |          |          |          |          | 1        | 2        | 3        |
| 49       | 4        | 5        | 6        | 7        | 8        | 9        | 10       |
| 50       | 11       | 12       | 13       | 14       | 15       | 16       | 17       |
| 51       | 18       | 19       | 20       | 21       | 22       | 23       | 24       |
| 52       | 25       | 26       | 27       | 28       | 29       | 30       | 31       |

| Januar | Januar | Januar | Januar | Januar | Januar | Januar | Januar |
| Kw     | Mo     | Di     | Mi     | Do     | Fr     | Sa     | So     |
| ------ | ------ | ------ | ------ | ------ | ------ | ------ | ------ |
| 52     |        |        |        |        |        |        | 1      |
| 1      | 2      | 3      | 4      | 5      | 6      | 7      | 8      |
| 2      | 9      | 10     | 11     | 12     | 13     | 14     | 15     |
| 3      | 16     | 17     | 18     | 19     | 20     | 21     | 22     |
| 4      | 23     | 24     | 25     | 26     | 27     | 28     | 29     |
| 5      | 30     | 31     |        |        |        |        |        |

| Februar | Februar | Februar | Februar | Februar | Februar | Februar | Februar |
| Kw      | Mo      | Di      | Mi      | Do      | Fr      | Sa      | So      |
| ------- | ------- | ------- | ------- | ------- | ------- | ------- | ------- |
| 5       |         |         | 1       | 2       | 3       | 4       | 5       |
| 6       | 6       | 7       | 8       | 9       | 10      | 11      | 12      |
| 7       | 13      | 14      | 15      | 16      | 17      | 18      | 19      |
| 8       | 20      | 21      | 22      | 23      | 24      | 25      | 26      |
| 9       | 27      | 28      |         |         |         |         |         |

| März | März | März | März | März | März | März | März |
| Kw   | Mo   | Di   | Mi   | Do   | Fr   | Sa   | So   |
| ---- | ---- | ---- | ---- | ---- | ---- | ---- | ---- |
| 9    |      |      | 1    | 2    | 3    | 4    | 5    |
| 10   | 6    | 7    | 8    | 9    | 10   | 11   | 12   |
| 11   | 13   | 14   | 15   | 16   | 17   | 18   | 19   |
| 12   | 20   | 21   | 22   | 23   | 24   | 25   | 26   |
| 13   | 27   | 28   | 29   | 30   | 31   |      |      |

| April | April | April | April | April | April | April | April |
| Kw    | Mo    | Di    | Mi    | Do    | Fr    | Sa    | So    |
| ----- | ----- | ----- | ----- | ----- | ----- | ----- | ----- |
| 13    |       |       |       |       |       | 1     | 2     |
| 14    | 3     | 4     | 5     | 6     | 7     | 8     | 9     |
| 15    | 10    | 11    | 12    | 13    | 14    | 15    | 16    |
| 16    | 17    | 18    | 19    | 20    | 21    | 22    | 23    |
| 17    | 24    | 25    | 26    | 27    | 28    | 29    | 30    |

| Mai | Mai | Mai | Mai | Mai | Mai | Mai | Mai |
| Kw  | Mo  | Di  | Mi  | Do  | Fr  | Sa  | So  |
| --- | --- | --- | --- | --- | --- | --- | --- |
| 18  | 1   | 2   | 3   | 4   | 5   | 6   | 7   |
| 19  | 8   | 9   | 10  | 11  | 12  | 13  | 14  |
| 20  | 15  | 16  | 17  | 18  | 19  | 20  | 21  |
| 21  | 22  | 23  | 24  | 25  | 26  | 27  | 28  |
| 22  | 29  | 30  | 31  |     |     |     |     |

| Juni | Juni | Juni | Juni | Juni | Juni | Juni | Juni |
| Kw   | Mo   | Di   | Mi   | Do   | Fr   | Sa   | So   |
| ---- | ---- | ---- | ---- | ---- | ---- | ---- | ---- |
| 22   |      |      |      | 1    | 2    | 3    | 4    |
| 23   | 5    | 6    | 7    | 8    | 9    | 10   | 11   |
| 24   | 12   | 13   | 14   | 15   | 16   | 17   | 18   |
| 25   | 19   | 20   | 21   | 22   | 23   | 24   | 25   |
| 26   | 26   | 27   | 28   | 29   | 30   |      |      |

| Juli | Juli | Juli | Juli | Juli | Juli | Juli | Juli |
| Kw   | Mo   | Di   | Mi   | Do   | Fr   | Sa   | So   |
| ---- | ---- | ---- | ---- | ---- | ---- | ---- | ---- |
| 26   |      |      |      |      |      | 1    | 2    |
| 27   | 3    | 4    | 5    | 6    | 7    | 8    | 9    |
| 28   | 10   | 11   | 12   | 13   | 14   | 15   | 16   |
| 29   | 17   | 18   | 19   | 20   | 21   | 22   | 23   |
| 30   | 24   | 25   | 26   | 27   | 28   | 29   | 30   |
| 31   | 31   |      |      |      |      |      |      |

| August | August | August | August | August | August | August | August |
| Kw     | Mo     | Di     | Mi     | Do     | Fr     | Sa     | So     |
| ------ | ------ | ------ | ------ | ------ | ------ | ------ | ------ |
| 31     |        | 1      | 2      | 3      | 4      | 5      | 6      |
| 32     | 7      | 8      | 9      | 10     | 11     | 12     | 13     |
| 33     | 14     | 15     | 16     | 17     | 18     | 19     | 20     |
| 34     | 21     | 22     | 23     | 24     | 25     | 26     | 27     |
| 35     | 28     | 29     | 30     | 31     |        |        |        |

| September | September | September | September | September | September | September | September |
| Kw        | Mo        | Di        | Mi        | Do        | Fr        | Sa        | So        |
| --------- | --------- | --------- | --------- | --------- | --------- | --------- | --------- |
| 35        |           |           |           |           | 1         | 2         | 3         |
| 36        | 4         | 5         | 6         | 7         | 8         | 9         | 10        |
| 37        | 11        | 12        | 13        | 14        | 15        | 16        | 17        |
| 38        | 18        | 19        | 20        | 21        | 22        | 23        | 24        |
| 39        | 25        | 26        | 27        | 28        | 29        | 30        |           |

| Oktober | Oktober | Oktober | Oktober | Oktober | Oktober | Oktober | Oktober |
| Kw      | Mo      | Di      | Mi      | Do      | Fr      | Sa      | So      |
| ------- | ------- | ------- | ------- | ------- | ------- | ------- | ------- |
| 39      |         |         |         |         |         |         | 1       |
| 40      | 2       | 3       | 4       | 5       | 6       | 7       | 8       |
| 41      | 9       | 10      | 11      | 12      | 13      | 14      | 15      |
| 42      | 16      | 17      | 18      | 19      | 20      | 21      | 22      |
| 43      | 23      | 24      | 25      | 26      | 27      | 28      | 29      |
| 44      | 30      | 31      |         |         |         |         |         |

| November | November | November | November | November | November | November | November |
| Kw       | Mo       | Di       | Mi       | Do       | Fr       | Sa       | So       |
| -------- | -------- | -------- | -------- | -------- | -------- | -------- | -------- |
| 44       |          |          | 1        | 2        | 3        | 4        | 5        |
| 45       | 6        | 7        | 8        | 9        | 10       | 11       | 12       |
| 46       | 13       | 14       | 15       | 16       | 17       | 18       | 19       |
| 47       | 20       | 21       | 22       | 23       | 24       | 25       | 26       |
| 48       | 27       | 28       | 29       | 30       |          |          |          |

| Dezember | Dezember | Dezember | Dezember | Dezember | Dezember | Dezember | Dezember |
| Kw       | Mo       | Di       | Mi       | Do       | Fr       | Sa       | So       |
| -------- | -------- | -------- | -------- | -------- | -------- | -------- | -------- |
| 48       |          |          |          |          | 1        | 2        | 3        |
| 49       | 4        | 5        | 6        | 7        | 8        | 9        | 10       |
| 50       | 11       | 12       | 13       | 14       | 15       | 16       | 17       |
| 51       | 18       | 19       | 20       | 21       | 22       | 23       | 24       |
| 52       | 25       | 26       | 27       | 28       | 29       | 30       | 31       |

## Ereignisse

### Politik und Weltgeschehen

#### Portugal

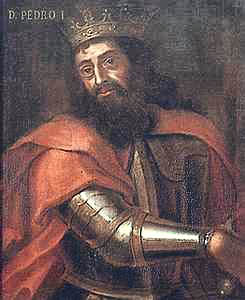
Peter I. von Portugal

- 28. Mai: Nach dem Tode Alfons IV. besteigt sein Sohn Peter I. den portugiesischen Thron. Damit endet eine langandauernde Auseinandersetzung innerhalb des Hauses Burgund zwischen Vater und Sohn, die zeitweise bürgerkriegsähnliche Ausmaße annahm.

#### Frankreich
- Frühjahr: Die Unzufriedenheit in Frankreich, die sich an einer von ihm angeordneten Münzentwertung entzündet hat, zwingt den Dauphin Karl, der seit einem Jahr Regent ist, aus Metz nach Paris zurückzukehren. Auf einem Ständetag nimmt er gegen die Anordnungen seines Vaters das Reformprogramm Étienne Marcels, des Vorstehers der Pariser Handelsgilde, an. Er erlaubt damit die Bildung eines aus den Ständen zusammengesetzten Ratsgremiums, das an der politischen Entscheidungsfindung der Krone beteiligt sein soll. Der französische Staat nimmt damit erstmals eine konstitutionelle Verfassung an, wofür Karl von den Ständen eine Sondersteuer von fünf Millionen Livre bewilligt bekommt. Im gleichen Jahr gelingt ihm die Aushandlung eines Waffenstillstandes mit England im Hundertjährigen Krieg, wenngleich Nordfrankreich auch weiterhin von Söldnerbanden heimgesucht wird.
- 9. November: Dem in französischer Gefangenschaft befindlichen Karl II. von Navarra gelingt die Flucht. Nach anderen Quellen wird er freigelassen. Er nimmt rasch wieder Kontakt mit den verbündeten Engländern auf.

#### Monaco/Genua
Die Republik Genua unter dem Dogen Simone Boccanegra belagert neuerlich das zu mächtig gewordene Monaco der Grimaldis. Bei der Verteidigung der Stadt kommt Stadtherr Charles I. ums Leben. Sein Sohn Rainier II. schließt am 9. August eine Vereinbarung mit Genua: Er darf die Schlösser und den Grundbesitz seines Vaters behalten, muss Monaco aber gegen eine Zahlung von 20.000 Florin an Genua abtreten. Rainier wird aus Monaco vertrieben und begibt sich in französische Dienste.

#### Brabant

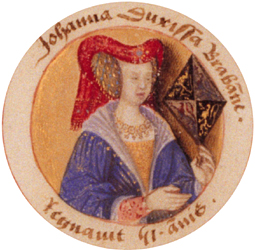
Johanna von Brabant

- 4. Juni: Der Brabanter Erbfolgekrieg endet mit dem von Herzog Wilhelm I. von Bayern vermittelten Frieden von Ath. Ludwig von Male, Graf von Flandern, und seine Ehegattin Margarete von Brabant akzeptieren nach einjährigen Kämpfen die ursprüngliche Erbfolgeregelung. Margaretes ältere Schwester Johanna von Brabant und ihr Gemahl Wenzel I. von Luxemburg übernehmen die Herrschaft in den Herzogtümern Brabant und Limburg. Im Gegenzug erhalten Ludwig und Margarete die Herrschaften Antwerpen und Mechelen.

#### Heiliges Römisches Reich
- 7. Januar: Der Metzer Hoftag endet mit dem Auszug Kaiser Karls IV. aus Metz.
- Der im Jahr 1354 begonnene Vogtländische Krieg endet mit der vernichtenden Niederlage der Vögte von Weida, Gera und Plauen gegen Kaiser Karl IV. Im Verlauf des Krieges sollen im Vogtland mindestens sechzig Burgen vernichtet worden sein. Die Vögte hatten dem Gewaltakt, auch auf Grund immer höherer Schulden, nicht viel entgegenzusetzen. Infolge des Krieges verlieren die Plauener Vögte fast den gesamten Besitz. Die Städte Mylau und Reichenbach der jüngeren Linie fallen an den böhmischen König, außerdem müssen sie die Wettiner als Landesherren über den restlichen Besitz anerkennen. Auch die Geraer Vögte müssen die Wettiner als Herren anerkennen. Die Weidaer Vögte verlieren ihre Stadt Hof und das Regnitzland an die Burggrafen von Nürnberg. Die Vögte versinken zunehmend in der politischen Bedeutungslosigkeit, auch der Titel stirbt langsam aus.

#### Byzantinisches Reich
Matthaios Kantakuzenos setzt von Thrakien aus den Krieg gegen den byzantinischen Kaiser Johannes V. fort. Beim Versuch, mit Hilfe von 5000 Türken die serbische Hauptstadt Serres einzunehmen, wird er im Frühjahr vom Woiwoden Vojihna gefangen genommen, später gegen Zahlung eines hohen Lösegelds an Johannes V. ausgeliefert und von diesem im Dezember zum Thronverzicht gezwungen. Johannes V. Palaiologos hat sich in dem Bürgerkrieg zwar als Alleinherrscher durchgesetzt, jedoch um einen hohen Preis. Der erste militärische Erfolg des Osmanischen Reiches auf europäischem Boden ebnet den Weg für die weitere türkische Expansion und die spätere „Einkreisung“ Konstantinopels.

#### Osteuropa
- Nach dem Tod von Khan Dschani Beg kommt es zu Thronstreitigkeiten und darauf folgend zum Ende der Oberhoheit der Fürsten der Blauen Horde über die Goldene Horde.

#### Urkundliche Ersterwähnungen
- Erste urkundliche Erwähnung von Kleinaspach und Pontenet.

### Wirtschaft
- 14. Dezember:  Markgraf Friedrich III. von Meißen erteilt das Bleichprivileg zur Errichtung der Landesbleiche an den Ufern des Chemnitzflusses. Chemnitz entwickelt sich daraufhin zum Textilzentrum.
- Der Graf von Holland, Wilhelm V. von Bayern-Straubing gestattet Edam die Anlage eines Hafens.
- Schifffahrtsgesellschaft des Vierwaldstättersees: Die St.-Niklausen-Schiffgesellschaft für Transporte über den Vierwaldstättersee wird gegründet.

### Kultur
- 9. Juli: Kaiser Karl IV. legt (angeblich exakt um 5:31 Uhr) den Grundstein für die Karlsbrücke in Prag. Gebaut wird sie von Peter Parler.

### Religion
- 15. Mai: Nach einer Doppelwahl im Vorjahr zwischen Albert von Hohenberg und Ulrich von Friedingen ernennt Papst Innozenz VI. Heinrich III. von Brandis zum Bischof von Konstanz, nachdem Lupold von Bebenburg seine Wahl Anfang des Jahres abgelehnt hat.
- Die Erzeparchie Zypern der Maronitischen Kirche wird mit Sitz in Nikosia gegründet.
- Das spätere Turiner Grabtuch wird in Lirey erstmals verbürgt der Öffentlichkeit präsentiert.
- Bischof Dietrich von Minden stiftet das Kloster Skalice.

## Geboren

### Geburtsdatum gesichert
- 11. April: Johann I., König von Portugal († 1433)
- 18. Juli: Jeongjong, König von Korea († 1419)

### Genaues Geburtsdatum unbekannt
- Thomas Erpingham, englischer Ritter, Kommandant bei der Schlacht von Azincourt († 1428)
- Hugo von Montfort, österreichischer Dichter († 1423)
- Qara Yusuf, Herrscher der Qara Qoyunlu im Osten Anatoliens († 1420)
- Takatsukasa Fuyuie, japanischer Adeliger († 1425)
- Tsongkhapa, Person des tibetischen Buddhismus († 1419)

### Geboren um 1357
- William Dacre, englischer Adeliger und Politiker († 1399)

## Gestorben

### Todesdatum gesichert
- 18. Januar: Maria von Portugal, Königin von Kastilien (* 1313)
- 3. März: Bernardus, Abt des Klosters Marienfeld
- 28. Mai: Alfons IV., König von Portugal (* 1291)
- 15. Juni: Jacopo Passavanti, italienischer Dominikanermönch und Schriftsteller (* um 1302)
- 13. Juli: Bartolus de Saxoferrato, italienischer Rechtsgelehrter (* 1313)
- 18. August: Ludwig II., Bischof von Münster (* 1282/1283)
- 18. September: Lisa von Katzenelnbogen, Äbtissin im Stift Nottuln (* 1299)
- 1. Oktober: Jakob Knoblauch, Patrizier und Bürgermeister in Frankfurt am Main
- 4. Oktober: Angelo Acciaiuoli, Bischof von Florenz und Monte Cassino (* 1298)
- 25. Oktober: Mohammed ibn Dschuzayy, arabisch-andalusischer Gelehrter, Dichter und Historiker (* 1321)

### Genaues Todesdatum unbekannt
- Sommer: Charles I., Herr von Monaco
- Juan de la Cerda, Herr von El Puerto de Santa María und Gibraleón sowie Vogt von Sevilla (* 1327)
- Dschani Beg, Khan der Goldenen Horde
- Heinrich V. zu Stolberg, Bischof von Merseburg (* um 1270)
- Johann II., Burggraf von Nürnberg (* um 1309)
- Kazagan, Emir der Qara'unas im südlichen Transoxanien und am Hindukusch
- Hermann von Reith, Abt des Klosters Schlüchtern und Abt der Benediktinerabtei St. Stephan in Würzburg